# 西田友是

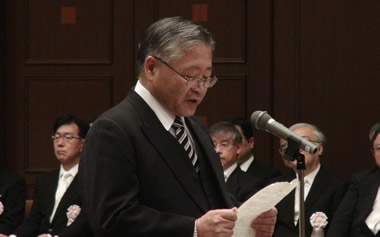
2017年11月14日、紫綬褒章伝達式にて

西田 友是（にした ともゆき、1949年1月4日 - ）は日本の工学者、東京大学名誉教授。日本におけるコンピュータグラフィックス (CG) のパイオニアである。

## 人物
広島県出身。1970年から広島大学工学部電気機器研究室で中前栄八郎教授に師事し、隠線消去、隠面消去、陰影表示などのCGの研究をはじめた。光の相互反射光まで計算してリアルな画像を生成するラジオシティ法の開発者の1人である。また、影の計算法、特に境界のやわらかい影であるソフトシャドーの表示法を最初に開発した。
3次元コンピュータグラフィックスに関しての主な業績としては、3次元物体のリアルな表現法、照明シミュレーション（種々の光源、相互反射光の計算、天空光）、景観予測、自由曲面（ベジェ曲面など）の表示法、雲などの自然物の表示、CGアニメーション、インタラクティブレンダリング等の先駆的な研究がある。特に、曲面のレイトレーシングに適用できるBezier clipping法の開発もしている。
長年のCG界への功績に対して、2005年、米国ACM SIGGRAPHからクーンズ賞を受賞し、2006年、NICOGRAPHからCG-Japan Awardを受賞している。
こうした功績から、2006年3月、画像電子学会において、CG関連の優秀論文の著者に与えられる賞「西田賞」が創設された。
長年、産業界との共同研究にも意欲的に取り組んでおり、現在は東大発ベンチャーのプロメテック・ソフトウェア株式会社の名誉顧問に就任するとともに同社が運営するプロメテックCGリサーチ（旧ドワンゴCGリサーチ）の所長を務める。
熟練したJazzキーボード奏者の顔も持つ。

## 経歴
- 1967年 - 広島県立広島皆実高等学校卒業
- 1971年 - 広島大学工学部電気工学科卒業
- 1973年 - 広島大学大学院工学研究科電気工学専攻修士課程修了、工学修士、マツダ入社
- 1979年 - 福山大学工学部電子電気工学科講師
- 1984年 - 福山大学工学部電子・電気工学科助教授
- 1985年 - 広島大学工学博士
- 1988年から1年間米国ブリガムヤング大学客員研究員（associate researcher）
- 1990年 - 福山大学工学部電子・電気工学科教授
- 1994年より東京大学理学部非常勤講師
- 1998年10月 - 東京大学大学院理学系研究科情報科学専攻教授
- 1999年 - 東京大学大学院新領域創成科学研究科複雑理工学専攻教授
- 2009年 - 画像電子学会会長
- 2013年 - 広島修道大学経済科学部教授、UEIリサーチ所長（同研究所はドワンゴCGリサーチを経て、現在はプロメテックCGリサーチ）、東京工科大学大学院メディアサイエンス専攻客員教授[2]
- 2017年 - 紫綬褒章受章[3]
- 2020年 - デジタルハリウッド大学特任教授
- 2020年9月 - 船井業績賞受賞
- 2023年4月 - 瑞宝中綬章受章[4][5]

## 書籍
- 3次元コンピュータ・グラフィックス／共著、1986年5月、昭晃堂
- コンピュータによる画像生成、1999年7月、大学教育出版
- ビジュアルコンピューティング―3次元CGによる画像生成／共著、2006年9月、東京電機大学出版局